# San Luis (Agusan del Sur)
San Luis is een gemeente in de Filipijnse provincie Agusan del Sur op het eiland Mindanao. Bij de laatste census in 2007 had de gemeente ruim 30 duizend inwoners.

## Geografie

### Bestuurlijke indeling
San Luis is onderverdeeld in de volgende 25 barangays:
| - Anislagan - Balit - Baylo - Binicalan - Cecilia - Coalicion - Culi - Dimasalang - Don Alejandro - Don Pedro - Doña Flavia - Doña Maxima - Mahagsay | - Mahapag - Mahayahay - Muritula - Nuevo Trabajo - Poblacion - Policarpo - San Isidro - San Pedro - Santa Ines - Santa Rita - Santiago - Wegguam |

## Demografie
San Luis had bij de census van 2007 een inwoneraantal van 30.424 mensen. Dit zijn 4.523 mensen (17,5%) meer dan bij de vorige census van 2000. De gemiddelde jaarlijkse groei komt daarmee uit op 2,24%, hetgeen hoger is dan het landelijk jaarlijks gemiddelde over deze periode (2,04%). Vergeleken met de census van 1995 is het aantal mensen met 8.514 (38,9%) toegenomen.

De bevolkingsdichtheid van San Luis was ten tijde van de laatste census, met 30.424 inwoners op 950,5 km², 32 mensen per km².